# Bindusâra
Bindusâra est le deuxième empereur Maurya et règne après son père Chandragupta Maurya, le fondateur de la dynastie, de -300 environ à -274 environ. Surnommé Devanampriya, son nom originel est Simhanesa d'après le Rajâvalikhata, un ouvrage jaïna. Il est connu des Grecs et Strabon le nomme Allitrochadès, Athenaeus et Amitrochates - l'hellénisation du sanskrit Amitraghata, le tueur des ennemis.

Bindusara empire

Bindusâra hérite d'un grand empire composé du nord, du centre et de l'est de l'Inde, ainsi que de parties de l'Afghanistan et du Baloutchistan. Il l'étend, au cours de son règne, vers le sud, le pays dravidien, intégrant ce que nous connaissons aujourd'hui comme le Karnataka, dominant ainsi la plus grande partie de la péninsule indienne, ce qu'il nomme le pays entre les deux mers, i.e. entre le golfe du Bengale et de la mer d'Arabie. Bindusâra ne fait pas cependant la conquête des États dravidiens des Chola, des Pândya et des Chera qui conservent leur indépendance malgré les incursions maurya. Reste aussi indépendant, au nord-est du sous-continent, le Kalinga - l'Odisha moderne - qui ne sera conquis que plus tard par son fils Ashoka, qui est vice-roi à Ujjaini (Ujjain) durant le règne de son père. La vie de Bindusâra n'est pas aussi documentée que celle de son père Chandragupta ou de son fils Ashoka. Il ne fut cependant pas un conquérant, mais plutôt un organisateur de l'empire légué par son père qu'il n'étend pas véritablement mais qu'il transmet à son fils très consolidé de l'intérieur.
Le philosophe Chânakya est premier ministre au cours de son règne, comme il l'avait été durant celui de son père. Il connaît deux révoltes de Takshashîlâ (Taxila), la première causée par la mauvaise gouvernance de Susima, son fils aîné. La raison de la deuxième révolte est inconnue, peut-être une manœuvre de Susima pour mettre en difficulté Ashoka, ce fils favori, mais Bindusâra meurt après y avoir envoyé Ashoka qui s'en empare sans difficulté.
De nombreux ambassadeurs visitent sa cour durant son règne, en particulier le Grec Déimaque, envoyé par Antiochos Ier Sôter de Syrie, qui succède à Mégasthène et Dionysos, l'ambassadeur de Ptolémée II Philadelphe d'Égypte, preuve de bonnes relations avec le monde hellénique. À la différence de son père Chandragupta qui était jaïn, il suit la philosophie Âjîvika, athée et anti-brahmanique.